# 2011年巴林反政府示威
2011年巴林反政府示威活动为从2011年2月14日开始持续至2011年底发生在巴林的示威活动，为2010－2011年阿拉伯世界的反政府示威的一部分。初期示威者要求政府提供体面的工作和生活，要求公民享有大的政治自由度和赋予什叶派平等的权利和地位等内容的民主政治改革，不久在巴林人口中占大多数的什叶派穆斯林提出了推翻逊尼派王室统治的要求。
2月17日，巴林出动军队镇压了示威者。3月14日，在海合會的支持下，沙特和阿联酋的1500名军警进驻巴林帮助该国平息内乱，哈馬德國王宣佈全國進入三個月緊急狀態。这些举措受到了一些国际组织和外国政府的谴责。
警察对待手无寸铁的示威者的方式被描述为是“残酷的”，描述者有医生和写博客的。警察还在夜晚袭击什叶派居住的地区，在路障点殴打什叶派人，并拒绝让那些受伤的示威者得到救治。政府也摧毁了几座什叶派清真寺，因这些地方曾是反政府抗议的聚集点。抗议者们则进行绝食以表达不满。至今已有800多人受到逮捕，其中至少四人在被关押后死亡。

## 发生背景
巴林的什叶派占多数，他们经常抱怨在就业、住房和社会地位等各方面都获得很差的待遇，而逊尼派则相对普遍有优势地位。据报道巴林政府从巴基斯坦和叙利亚引进逊尼穆斯林以增加逊尼派在该国的人口比重。
而且什叶派穆斯林被禁止担任重要的政治和军事职务。巴林虽然有一个民选的共40个席位的国会—巴林国民议会，不过却没有实权。自从哈迈德国王于1999年3月登基以来就有不断的示威活动爆发。截止2011年2月18日，已经有25名什叶派活动家被判颠覆政权罪而入狱。
美国第五艦隊驻扎在巴林，以对抗伊朗在波斯湾地区的军事威胁。
沙特和其他海湾国家强烈支持哈迈德国王的统治。而伊朗作为一个以什叶派为主的国家，也对巴林的示威活动有着一些微弱的影响。
2010年10月巴林举行了一次国会选举，之后国会进行了一次论战。什叶派政治团体Al Wefaq获得了18个席位，是国会最大的政治团体。不过逊尼派议员经常联合起来与之对抗。

## 初期概况

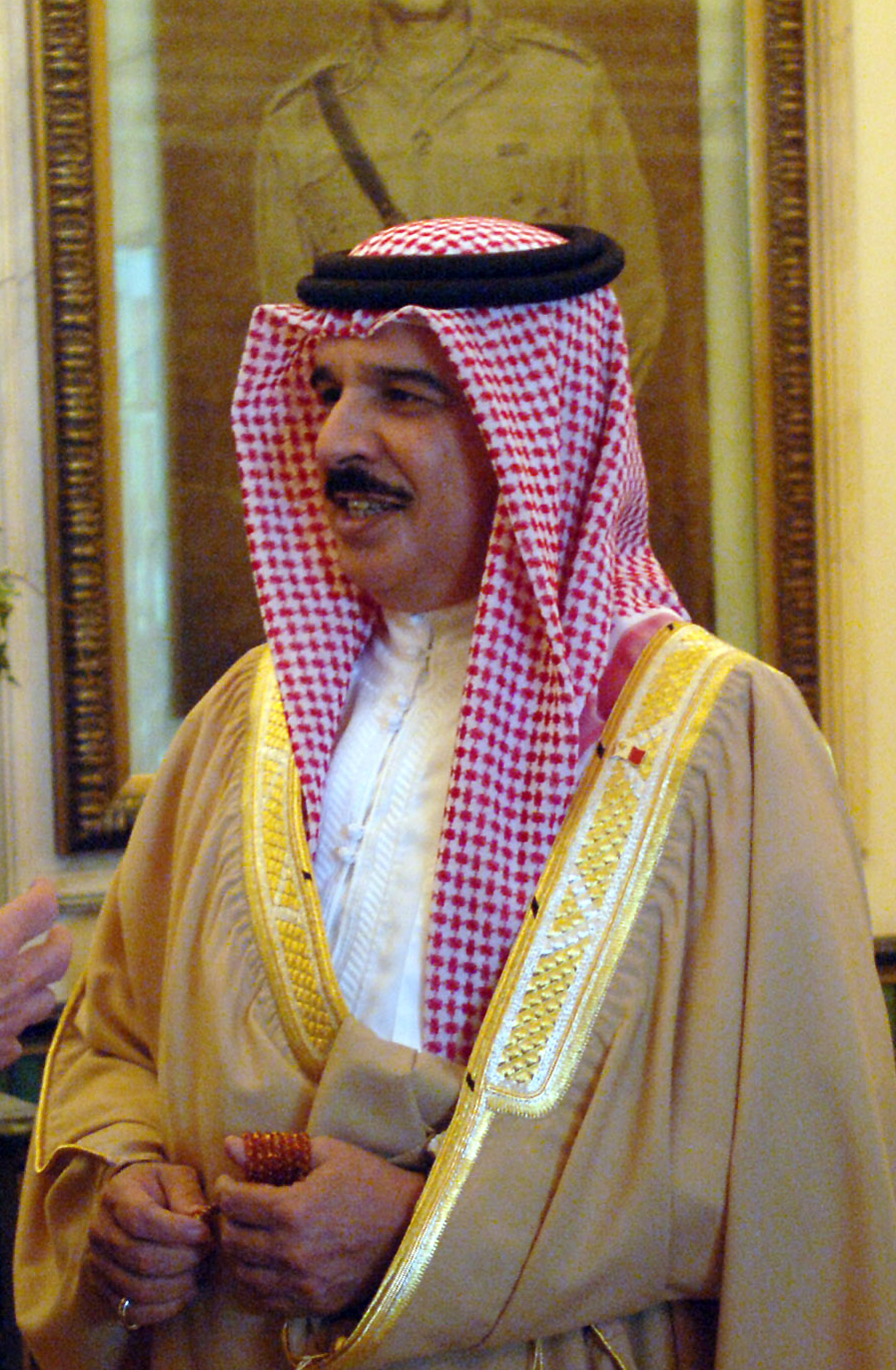
现任国王

2011年2月14日开始示威，当天是巴林国家宪章（National Action Charter of Bahrain）公投十周年纪念日。巴林年轻人述说他们的计划是准备使用“当天安静有秩序地走上大街”的方式，“以实现重修宪法和设立一个民选的代表组织以调查巴林国内发生的在经济，政治和社会各方面对人权的侵犯的事件，其中包括偷窃公共财富，政治性外来移民，以逮捕和酷刑为代表的国内压迫，以及普遍的腐败现象等目标”。作为国会中最大的政治团体，Al Wefaq也计划于2月14日参与这些示威活动。
巴林人权中心（Bahrain Centre for Human Rights）描述巴林当局对这些计划感到“混乱和忧虑”。2月11日，国王下令向巴林的每个家庭分发1000巴林第納爾（相当于2600美圆），作为庆祝公投十周年纪念日的礼物。法新社将国王的这个举动与进行示威的计划联系在一起。
2月12日，巴林人权中心向国王发出了一封公开信，以寻求“释放超过450名的被拘留者，其中包括人权活动家，宗教人士以及超过110人的儿童，解散一些安全机构并撤消该组织的负责人，并在国内开启一系列针对分歧的对话”。该组织的主席Nabeel Rajab强调：“解散安全机构和起诉该机构的负责人，不仅有助于让国王保持与自2005年以来该机构在酷刑和暴力镇压示威者方面所犯下的罪行的距离，而且会避免致命的结局的发生即重蹈突尼斯和埃及因镇压民众而使政府倒台的结果”。
随着2月17日军方袭击珍珠广场的示威者的发生，一些抗议者开始呼吁要结束国王的君主專制统治。
根据BBC于3月14日的报道，大部分反政府的示威者并不想要推翻王室，他们只想要王室放弃他们的部分权力并将权力给予民选的国会，不过有一些人则说他们想要共和制。虽然国王答应与示威者进行对话，但是一些抗议者表示要政府和首相下台。
什叶派民众同时要求结束外来逊尼穆斯林的移民，这些人主要来自巴基斯坦，并正在尝试改变国内的人口比例。抗议者也声称安全部队和警察的大约一半都由这些巴基斯坦，约旦和也门的移民担任。
记者们尽量报道巴林侵犯人权的事件，不过他们面临大量的死亡威胁。

## 事件进展
2月17日，巴林出动军队镇压珍珠廣場的反政府示威者，导致多人伤亡。
3月14日，在海灣合作委員會的支持下，沙特的1000名士兵和阿联酋的500名警察进驻巴林帮助该国平息内乱，哈馬德國王宣佈全國進入三個月緊急狀態。
3月17日，联合国秘书长潘基文打电话给巴林国王哈马德，警告他巴林当局对什叶派回教徒示威的武力镇压，安全部队粗暴阻止医生治疗受伤的示威者，违反了国际法。同时血腥镇压使美国大为震惊，也激起了伊朗、伊拉克什叶派领导人及黎巴嫩真主党民兵的愤怒谴责。
同日，联合国人权高专皮莱发表声明，对巴林安全部队强行接管首都麦纳麦金融区的几家医院和医疗中心，并对医务人员和患者的行动自由进行限制的行为予以谴责，称此举是对国际法的公然践踏，并敦促当局切实履行其保护公民生命和健康权的责任。
3月18日上午，在武力清场行动后，巴林军方拆毀了示威者集会广场的地标—珍珠紀念塔，政府表示是为了改善交通。该雕塑过去被视为国家团结的象征，代表了巴林传统的珍珠业。
6月1日，巴林政府解除了从三月份开始实施的紧急状态法令，比原定结束日期提前两周。
6月2日，巴林国家通讯社报道，国王哈马德表示愿意在没有预设条件的情况下，从7月1日开始与国内所有派系讨论改革问题，对话会是“广泛、认真和没有预设条件的”。巴林通讯社说：“国王呼吁所有派系都参加（对话），以推进所有领域的改革发展和为改革进程打下坚实基础。”美国对巴林国王要举行全国对话表示欢迎，国务院发言人托纳说：“我们认为这是积极的一步。”他指出巴林“需要采取积极步骤来应对……人民的合法诉求，而这将是朝那个方向迈进的一步”，托纳也援引总统奥巴马前几天对阿拉伯世界民主革命发表的讲话：“当反对派还被关在监狱里的时候，巴林是不可能展开它需要进行的对话的。”
6月11日，在首都西部什叶派聚集区Saar，举行了一场大规模的集会，现场人数高达近万人，不过有直升机在空中盘旋。
6月13日，巴林政府开始审判48名医疗专家，因为他们对那些被沙特士兵打伤的抗议者进行了救治。6月18日，巴林政府取缔了国会中最大的反对党。6月22日，巴林政府将21名什叶派反政府人物以企图推翻国家政权的名义送交一个特别安全法庭审判，最终裁定八名支持民主的活动家终身监禁，其他人被判二到十五年不等的刑期。
6月23日，联合国人权高级专员皮莱发表声明，对巴林政府对21名政治活动家判处严酷刑罚表示高度关注。皮莱指出，审判没有尊重恰当程序和被告人的权利，带有政治迫害的色彩。她同时指出，哈马德国王已经宣布从6月1日开始取消国家紧急状态，但该国的国家安全法庭依然在运作，她呼吁国家安全法庭立即停止审判公民，并立即释放所有被捕的和平示威者。
2012年10月30日，巴林内政部宣布全国进入紧急状态，禁止民众举行抗议集会，并威胁要对任何支持示威的组织采取法律行动。

## 国际反應

### 国际组织
- 海合會成员国政府同意提供100亿美圆紧急援助给巴林（类似于马歇尔计划），以供巴林用于10年以上的住房和基础建设的改善[46]。他们也同意在工作方面会优先雇佣成员国的公民[47]。3月10日，阿联酋外长和海合会表态支持最近巴林王储表示愿意对话的呼吁[46]。

- 欧盟外交政策高级建言人 Robert Cooper 强调: “从小岛巴林采取的措施来看，现实的情况是不能容忍的。只有在当局同意对话的前提下，政府恢复社会秩序的行为才是正当的”[48][49]。

- 联合国秘书长潘基文和联合国人权高专皮莱都谴责巴林政府的暴力举措违背了国际法[50]。

### 国家或地区政府
- 美国：2月19日，美国总统巴拉克·奥巴马谴责巴林也门利比亚三国武力镇压示威活动，呼吁这些国家的政府保持克制，并尊重民众和平示威的权利；[51]美国国务卿希拉里·克林頓20号接受美国广播公司访问时，谴责利比亚及巴林镇压和平示威，她又促请巴林尽快推行改革，又指暴力镇压绝对不能接受，希望民众集会及表达自由得到保障。[52]4月30日，奥巴马与巴林国王通电话时表示，巴林必须进行政治改革并尊重巴林国民享有的广泛权利[53]。

- 英国 – 英国外交大臣夏伟林说他“深深的关注着”施加在示威者身上“无法接受的暴力”[54]。英国政府宣布撤消一些武器出口许可，并表示“当英国认定出口的武器可能卷入宗教或内部冲突，或被用于内部镇压的时候，出口许可将被停止”[55]。

- 印度 – 在勒克瑙举行过周五的祷告后，印度示威者举行了谴责沙特的集会。Syed Kalbe Jawad说: “沙特正在屠杀无辜的巴林民众，我呼吁在印度其他地方举行一些示威，巴林的集会者正被直升机上的子弹和毒气杀死。而那里的民众只想要民主和公正而已。那些在办公室里掌权的人应该读读民主的言论”。他也说若沙特士兵不撤回他们会继续到新德里去抗议[56]。3月26日，孟买的什叶派在周五祷告后举行了一次集会，一些来自巴林的学生也加入其中，他们谴责巴林和也门的“压迫性政权”[57][58]。

- 伊朗 – 总统内贾德说外国军事的入侵“是非常邪恶和难逃一死的经历，宗教国家应该要美国为此负责”[59]。“今天，我们见证了巴林对国内大多数人的压迫。这些发生的事很糟糕，不公正且不可弥补”[60]。外长 Ali Akbar Salehi 与联合国和阿盟的一些负责人讨论了巴林局势，他对向“和平运动”采取暴力表示担忧[61]。3月19日，一些伊朗的示威者在东北部城市Mashhad朝沙特投掷了石块[62]。3月20日，伊朗召见了巴林代理大使并驱逐了一名巴林外交官[63]。

- 伊拉克 – 伊拉克总理努里·馬利基表示他对“外国军队干预巴林会增加问题的严重性而非解决问题”感到担忧[64]。

- 沙烏地阿拉伯 – 4月19日，沙特阿拉伯国王阿卜杜拉强调“沙特是帮助海合会的国家，我们会永远确保反对任何外部势力的干预”[65]。

- 新加坡：新加坡外交部於2月19日發出呼籲，新加坡國民若無特別需要，則暂时不要前往當地。[66]

- 香港：香港特區政府於2月16日向巴林和約旦發出黃色外遊警示，[67][68]2月19日將外遊警示級別提升至紅色，[69]3月16日升級至黑色，[70]4月13日調低至紅色[71]。

### 非政府国际组织
大赦国际和人权观察都谴责巴林对示威者采取的暴力行为。大赦国际后来发表了一个报告称，巴林部队在使用致命的武器对付抗议者前并没有发出警告，并且阻止针对伤者的救治和袭击医疗人员。
全球公民组织Avaaz和一些人权活动家呼吁抵制巴林将于2011年举办的大赛——2011巴林国际汽车大奖赛，他们将此与以前南非实施种族隔离时的抵制活动相类比。

## 外部連結
- 联合国官方网站-巴林焦点新闻（页面存档备份，存于）
- Bahrain Protests（页面存档备份，存于）.Al Jazeera English
- Bahrain（页面存档备份，存于）.路透社
- Rose Revolution In Bahrain
- Bahrain Protests 2011（页面存档备份，存于）.Global Voices Online
- Bahrain Protests（页面存档备份，存于）.Los Angeles Times